# Piper celer
Piper celer är en pepparväxtart som beskrevs av William Trelease. Piper celer ingår i släktet Piper och familjen pepparväxter. Inga underarter finns listade i Catalogue of Life.